# Precious (雑誌)
『Precious』（プレシャス）とは、小学館が発売している婦人向けファッション・生活雑誌である。2004年3月創刊で、発売日は毎月7日。創刊号発行人は涌田哲男、編集人は橋本記一。
主たるターゲットはおよそ40歳前後のキャリア婦人とされる。ファッションの傾向は、『Oggi』・『Domani』の系統に連なるコンサバ系で、白、茶色、黒などの、どちらかといえばシンプルで落ち着いた色のグッズを組み合わせたコーディネートが中心である。掲載商品は欧州のラグジュアリーブランドのものが多数を占める。ミラノ、パリなどのコレクションショーに関する特集も年に1 - 2回掲載される。
創刊から毎号小雪（創刊号 - 2015年9月号）が表紙を飾ってきた。創刊11年を迎え、2015年10月号から杏が新・表紙キャラクターを務める。2020年4月号から大政絢が表紙キャラクターを務める。
編集長は高橋木綿子（2014年7月〜）。元編集長は鈴木深（2013年4月号〜）。
増刊号として、年4回『MEN'S Precious』が発売されている。『MEN'S…』の発売日は4・6・10・12月の6日で、『MEN'S…』発売のある月には通常号と『MEN'S…』で共通の別冊付録（大多数が特定ブランドのタイアップ）が付属する。また、和装、伝統芸能などの情報が主に掲載される『和樂』は姉妹誌。